# Влащинецкий сельский совет (Лановецкий район)
Влащинецкий сельский совет (укр. Влащинецька сільська рада) — входит в состав
Лановецкого района
Тернопольской области
Украины.
Административный центр сельского совета находится в 
с. Влащинцы.

## Населённые пункты совета
- с. Влащинцы